# Fidschi-Dollar
Der Fidschi-Dollar ist die Währung von Fidschi. Scheine und Münzen des Fidschi-Dollars werden von der Reserve Bank of Fiji in Umlauf gebracht.
Sie tragen Motive aus Fidschis Tier- und Pflanzenwelt. Ältere Banknoten und Münzen zeigen noch das Abbild von Königin Elisabeth II.
Der Fidschi-Dollar wurde nach dem Vorbild des Australischen Dollars 1969 wieder eingeführt und löste damit das Fidschi-Pfund ab. 1 Dollar waren 10 alte Schillinge, somit wurde 1 Pfund zu 2 Dollar.
Der Fidschi-Dollar ist in 100 Cent geteilt. Es gibt ihn in folgender Stückelung:
- Banknoten zu 2, 5, 7, 10, 20, 50 und 100 F$.
- Münzen gibt es in den Werten von 1 F$ sowie 50, 20, 10, 5, 2 und 1 Cent.

Die 100-F$-Note ist die dritte Banknote der Welt, in der ein Durchsichtfenster aus Plastik im Papier eingearbeitet ist.
Die Reservebank of Fiji gibt zudem auch Anlagemünzen heraus. Des Weiteren gießt das schweizerische Unternehmen Argor-Heraeus seit 2015 Münzbarren in verschiedenen Stückelungen.